# Профспілковий центр Кюрасао
Профспілковий центр Кюрасао (SSK) — федерація профспілок на острові Курасао в Нідерландських Антильських островах. Центр пов'язано з Міжнародною конфедерацією профспілок.